# Poblado indígena

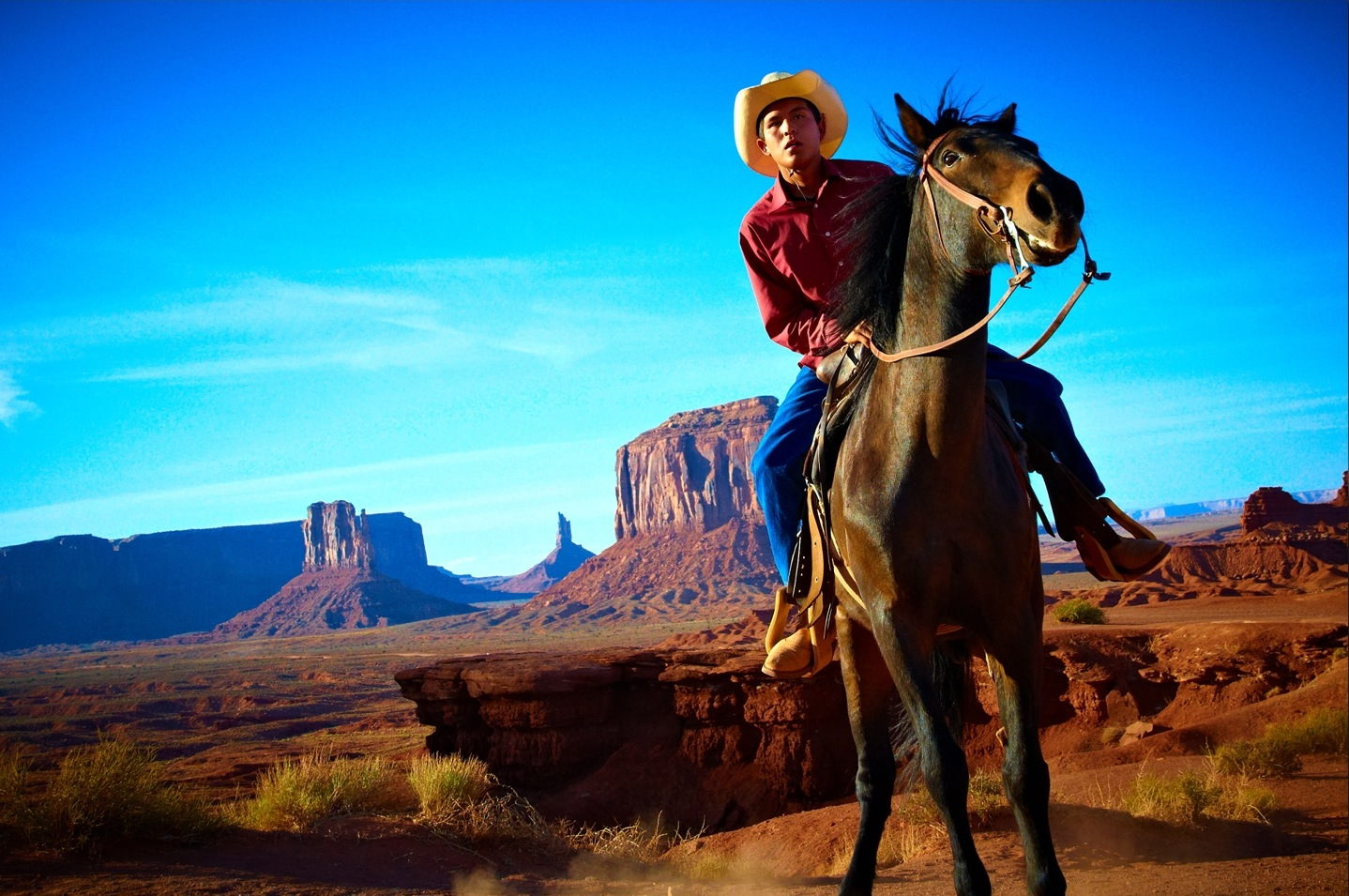
Un hombre navajo a caballo en el valle de los Monumentos, Arizona, Estados Unidos.

Los pueblos indígenas, conocidos también como pueblos originarios, pueblos aborígenes o pueblos nativos, son grupos étnicos que son  los habitantes originales de una región determinada, en contraste con los grupos que se han asentado, ocupado o colonizado el área más recientemente. Los grupos suelen describirse como indígenas cuando mantienen tradiciones u otros aspectos de una supuesta cultura primitiva asociada a una región determinada. No todos los pueblos indígenas comparten esta característica, ya que suelen haber adoptado elementos sustanciales de una cultura colonizadora, como la vestimenta, la religión o la lengua. Los pueblos indígenas pueden estar asentados en una región determinada (siendo sedentarios) o exhibir un estilo de vida nómada en un gran territorio, pero en general están asociados históricamente con un territorio específico del que dependen. Las sociedades indígenas se encuentran en todas las zonas climáticas habitadas y en todos los continentes del mundo.
Dado que los pueblos indígenas se enfrentan a menudo a amenazas contra su soberanía, su bienestar económico y su acceso a los recursos de los que dependen sus culturas, las organizaciones internacionales como las Naciones Unidas, la Organización Internacional del Trabajo y el Banco Mundial han establecido derechos políticos en el derecho internacional. Las Naciones Unidas han emitido una Declaración sobre los Derechos de los Pueblos Indígenas (UNDRIP) para guiar las políticas nacionales de los Estados miembros hacia los derechos colectivos de los pueblos indígenas, como la cultura, la identidad, el idioma y el acceso al empleo, la salud, la educación y los recursos naturales. Se estima que la población total de los pueblos indígenas oscila entre 220 y 350 millones.

## Definiciones
El adjetivo indígena fue usado históricamente para describir los orígenes de animales y plantas. A finales del siglo XX, el término pueblos indígenas comenzó a utilizarse para describir una categoría jurídica en el derecho indígena creada en las legislaciones internacionales y nacionales; se refiere a grupos culturalmente distintos afectados por la colonización. Deriva de la palabra latina indigĕna, que se basa en la raíz gen- 'nacer' con una forma arcaica del prefijo en in. Cualquier persona, grupo étnico o comunidad puede ser descrito como indígena en referencia a alguna región o lugar en particular que ellos ven como su reclamo tradicional de tierras nativas. Otros términos utilizados para referirse a los pueblos indígenas son aborígenes, nativos, originarios o primeros (como en los Pueblos Originarios de Canadá (Primeras Naciones, Inuit y Métis)).
El uso del término pueblos en asociación con los indígenas se deriva de las disciplinas antropológicas y etnográficas del siglo XIX que el Diccionario Merriam-Webster define como "un cuerpo de personas que están unidas por una cultura, tradición o sentido de parentesco común, que típicamente tienen un lenguaje, instituciones y creencias comunes, y a menudo constituyen un grupo políticamente organizado".
James Anaya, ex Relator Especial sobre los Derechos de los Pueblos Indígenas, ha definido a los pueblos indígenas como "descendientes vivos de habitantes pre-invasores de tierras ahora dominadas por otros". Son grupos culturalmente distintos que se ven envueltos por otras sociedades colonizadoras nacidas de las fuerzas del imperio y la conquista".
Forman en la actualidad sectores no dominantes de la sociedad y están decididos a preservar, desarrollar y transmitir a las generaciones futuras sus territorios ancestrales y su identidad étnica, como base de su existencia como pueblos, de acuerdo con sus propios patrones culturales, instituciones sociales y sistemas jurídicos. El Día Internacional de los Pueblos Indígenas del Mundo se celebra el 9 de agosto, ya que fue la fecha de la primera reunión en 1982 del Grupo de Trabajo de las Naciones Unidas sobre Poblaciones Indígenas de la Subcomisión de Prevención de Discriminaciones y Protección a las Minorías de la Comisión de Derechos Humanos.

### Definiciones nacionales

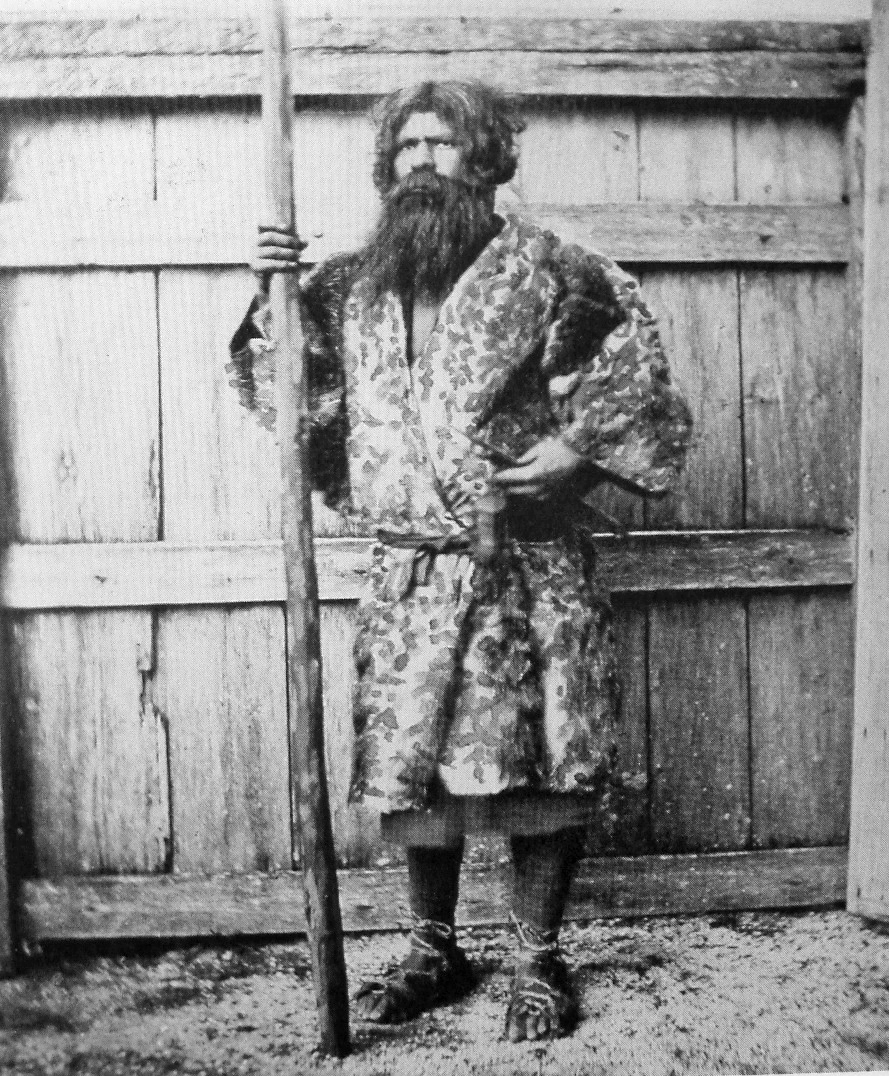
Hombre Ainu de Hokkaidō, Japón vestido tradicionalmente.

A lo largo de la historia, diferentes Estados han designado a los grupos dentro de sus fronteras que son reconocidos como pueblos indígenas de acuerdo con la legislación internacional o nacional en diferentes términos. Los pueblos indígenas también incluyen a los pueblos indígenas por su ascendencia de poblaciones que habitaban el país cuando llegaron las religiones y culturas no indígenas -o cuando se establecieron las actuales fronteras estatales- que conservan algunas o todas sus propias instituciones sociales, económicas, culturales y políticas, pero que pueden haber sido desplazadas de sus dominios tradicionales o que pueden haberse reasentado fuera de sus dominios ancestrales.
La situación de los grupos indígenas en la relación subyugada puede caracterizarse en la mayoría de los casos como efectivamente marginados, aislados o mínimamente participativos, en comparación con los grupos mayoritarios o el Estado-nación en su conjunto. Su capacidad para influir y participar en las políticas externas que pueden ejercer jurisdicción sobre sus tierras y prácticas tradicionales es muy frecuentemente limitada. Esta situación puede persistir incluso en el caso de que la población indígena supere en número a la de los demás habitantes de la región o del Estado; la noción definitoria aquí es la de separación de los procesos de decisión y regulación que tienen alguna influencia, al menos titular, sobre aspectos de sus derechos comunitarios y territoriales.
En una decisión pionera de 1997 que involucró al pueblo ainu de Japón, los tribunales japoneses reconocieron su reivindicación legal, afirmando que "si un grupo minoritario vivía en una zona antes de ser gobernado por un grupo mayoritario y conservaba su cultura étnica distinta incluso después de haber sido gobernado por el grupo mayoritario, mientras que otro llegaba a vivir en una zona gobernada por una mayoría después de haber consentido la regla de la mayoría, hay que reconocer que es natural que la cultura étnica distinta del primer grupo exija una mayor consideración".
La presencia de leyes externas, reivindicaciones y costumbres culturales, ya sea que actúen potencial o efectivamente para restringir de manera diversa las prácticas y observancias de una sociedad indígena. Estas limitaciones pueden observarse incluso cuando la sociedad indígena está regulada en gran medida por su propia tradición y costumbres. Pueden ser impuestas a propósito, o surgir como consecuencia involuntaria de la interacción transcultural. Pueden tener un efecto mensurable, incluso cuando son contrarrestados por otras influencias y acciones externas que se consideran beneficiosas o que promueven los derechos e intereses indígenas.

### Naciones Unidas
En 1982, el Grupo de Trabajo de las Naciones Unidas sobre Poblaciones Indígenas (GTPI) aceptó como definición preliminar una formulación presentada por el Sr. José R. Martínez-Cobo, Relator Especial sobre la discriminación contra las poblaciones indígenas. Esta definición tiene algunas limitaciones, ya que se aplica principalmente a las poblaciones precoloniales, y probablemente excluiría a otras sociedades aisladas o marginales.
Las comunidades, pueblos y naciones indígenas son aquellos que, teniendo una continuidad histórica con las sociedades pre-invasoras y pre-coloniales que se desarrollaron en sus territorios, se consideran distintos de otros sectores de las sociedades que prevalecen actualmente en esos territorios, o partes de ellos. Forman en la actualidad sectores no dominantes de la sociedad y están decididos a preservar, desarrollar y transmitir a las generaciones futuras sus territorios ancestrales y su identidad étnica, como base de su existencia como pueblos, de acuerdo con sus propios patrones culturales, instituciones sociales y sistemas jurídicos.
El principal impulso para considerar la identidad indígena proviene de los movimientos postcoloniales y de los impactos históricos del imperialismo europeo sobre las poblaciones. En el primer párrafo de la Introducción de un informe publicado en 2009 por la Secretaría del Foro Permanente para las Cuestiones Indígenas se publica un informe en el que se afirma lo siguiente 
Durante siglos, desde la época de su colonización, conquista u ocupación, los pueblos indígenas han documentado historias de resistencia, interrelación o cooperación con los Estados, demostrando así su convicción y determinación de sobrevivir con sus distintas identidades soberanas. De hecho, los Estados a menudo reconocen a los pueblos indígenas como pueblos soberanos, como lo atestiguan los cientos de tratados celebrados entre los pueblos indígenas y los gobiernos de los Estados Unidos, el Canadá, Nueva Zelandia y otros países.

En mayo de 2016, el 15.º período de sesiones del Foro Permanente para las Cuestiones Indígenas de las Naciones Unidas afirmó que los pueblos indígenas (también denominados pueblos aborígenes, pueblos nativos o pueblos autóctonos) son grupos distintivos protegidos en la legislación internacional o nacional por tener un conjunto de derechos específicos basados en sus vínculos lingüísticos e históricos con un territorio particular, antes de la posterior colonización, desarrollo y ocupación de una región. En el período de sesiones se afirma que, dado que los pueblos indígenas son vulnerables a la explotación, la marginación, la opresión, la asimilación forzada y el genocidio por parte de Estados nacionales formados por poblaciones colonizadoras o por grupos étnicos políticamente dominantes, los diferentes grupos étnicos, la protección especial de las personas y las comunidades que mantienen modos de vida autóctonos en sus regiones, tienen derecho a una protección especial.

## Población y distribución

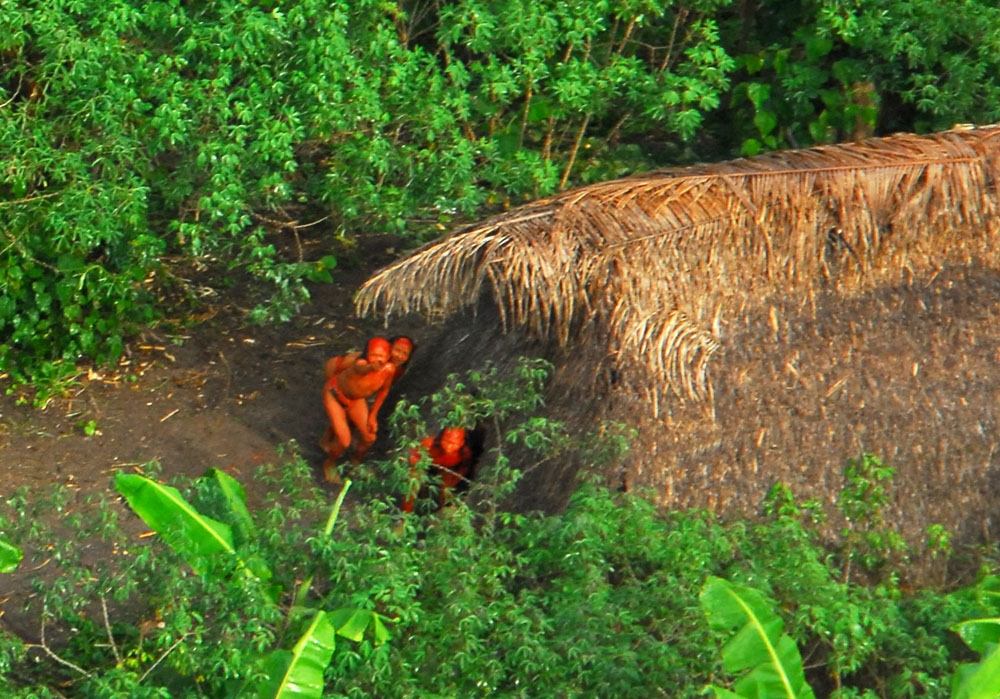
Miembros de una tribu aislada encontrados en el estado brasileño de Acre en 2009.

Entre las sociedades indígenas se encuentran desde las que han estado expuestas de manera significativa a las actividades colonizadoras o expansivas de otras sociedades (como los pueblos mayas de México y América Central) hasta las que aún permanecen relativamente aisladas de cualquier influencia externa (como los Sentineleses
y Jarawa de las Islas Andamán).
Las estimaciones precisas de la población total de los pueblos indígenas del mundo son muy difíciles de compilar, dadas las dificultades de identificación y las variaciones e insuficiencias de los datos censales disponibles. Las Naciones Unidas estiman que hay más de 370 millones de indígenas que viven en más de 70 países en todo el mundo. Esto equivaldría a algo menos del 6% de la población mundial total. Esto incluye al menos 5000 pueblos distintos en más de 72 países.
Los distintos grupos indígenas contemporáneos sobreviven en poblaciones que van desde unas pocas docenas hasta cientos de miles y más. Muchas poblaciones indígenas han sufrido un dramático declive e incluso la extinción, y siguen estando amenazadas en muchas partes del mundo. Algunos también han sido asimilados por otras poblaciones o han sufrido muchos otros cambios. En otros casos, las poblaciones indígenas están experimentando una recuperación o expansión en número de manera poco progresiva.
Algunas sociedades indígenas sobreviven aunque ya no habiten sus tierras "tradicionales", debido a la migración, la reubicación, el reasentamiento forzoso o el haber sido suplantadas por otros grupos culturales. En muchos otros aspectos, la transformación de la cultura de los grupos indígenas es continua, e incluye la pérdida permanente del idioma, la pérdida de tierras, la invasión de territorios tradicionales y la perturbación de las vías de vida tradicionales debido a la contaminación y la contaminación de las aguas y las tierras.

## Pueblos indígenas por región
Los pueblos indígenas están distribuidos en regiones de todo el mundo. Su número, condición y experiencia pueden variar ampliamente dentro de una región determinada. Una encuesta exhaustiva se complica aún más por el hecho de que, en ocasiones, la membresía y la identificación son polémicas.

### África

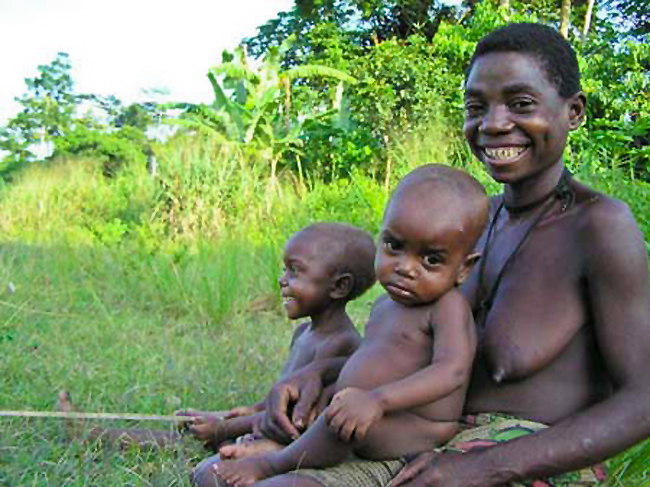
Madre de etnia Aka con sus niños en Congo.

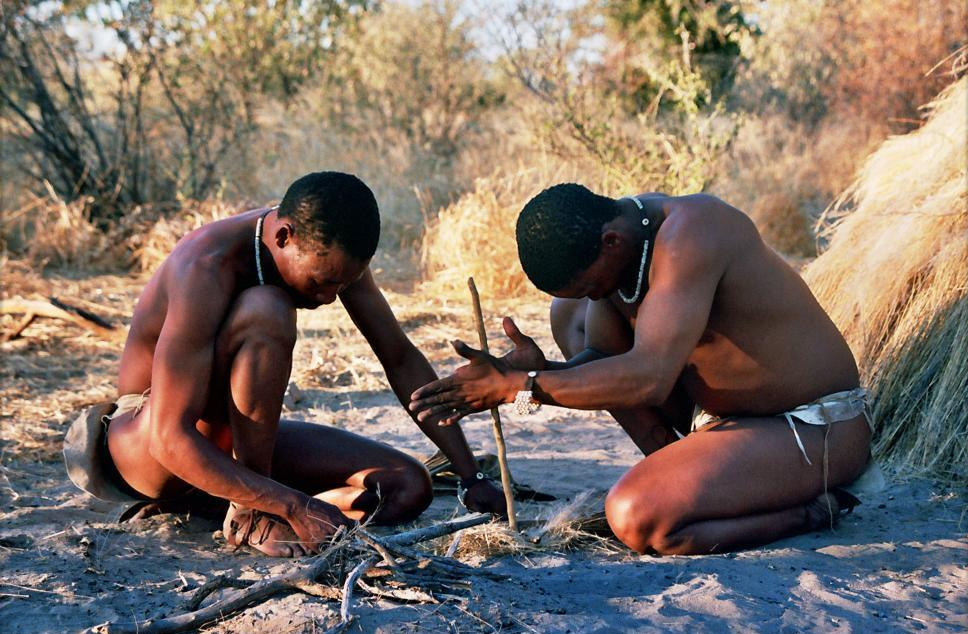
Iniciando fuego a mano, personas de etnia San en Botsuana.

En el período postcolonial, el concepto de pueblos indígenas específicos dentro del continente africano ha ganado una aceptación más amplia, aunque no exenta de controversia. Los numerosos y muy diversos grupos étnicos que conforman la mayoría de los Estados africanos modernos e independientes contienen en su interior diversos pueblos cuya situación, culturas y estilos de vida pastoriles o de cazadores y recolectores están generalmente marginados y separados de las estructuras políticas y económicas dominantes de la nación. Desde finales del siglo XX, estos pueblos han buscado cada vez más el reconocimiento de sus derechos como pueblos indígenas distintos, tanto en el contexto nacional como en el internacional.
Aunque la gran mayoría de los pueblos africanos son indígenas en el sentido de que proceden de ese continente, en la práctica, la identidad como pueblo indígena según la definición moderna es más restrictiva, y ciertamente no todos los grupos étnicos africanos se identifican bajo estos términos. Los grupos y comunidades que reclaman este reconocimiento son aquellos que, por una variedad de circunstancias históricas y ambientales, han sido colocados fuera de los sistemas estatales dominantes, y cuyas prácticas tradicionales y reclamos de tierras a menudo entran en conflicto con los objetivos y políticas implementadas por los gobiernos, las empresas y las sociedades dominantes circundantes.
Dada la extensa y complicada historia de la migración humana dentro de África, ser los "primeros pueblos en una tierra" no es una condición previa necesaria para la aceptación como pueblo indígena. Más bien, la identidad indígena se relaciona más con un conjunto de características y prácticas que con la prioridad de llegada. Por ejemplo, varias poblaciones de pueblos nómadas, como los tuareg del Sáhara y el Sahel, habitan actualmente zonas a las que han llegado hace relativamente poco tiempo; su reivindicación de la condición de indígenas (respaldada por la Comisión Africana de Derechos Humanos y de los Pueblos) se basa en su marginación como pueblos nómadas en Estados y territorios dominados por pueblos agrícolas sedentarios.

### América

Chamán de etnia Shuar en el Amazonia del Ecuador.

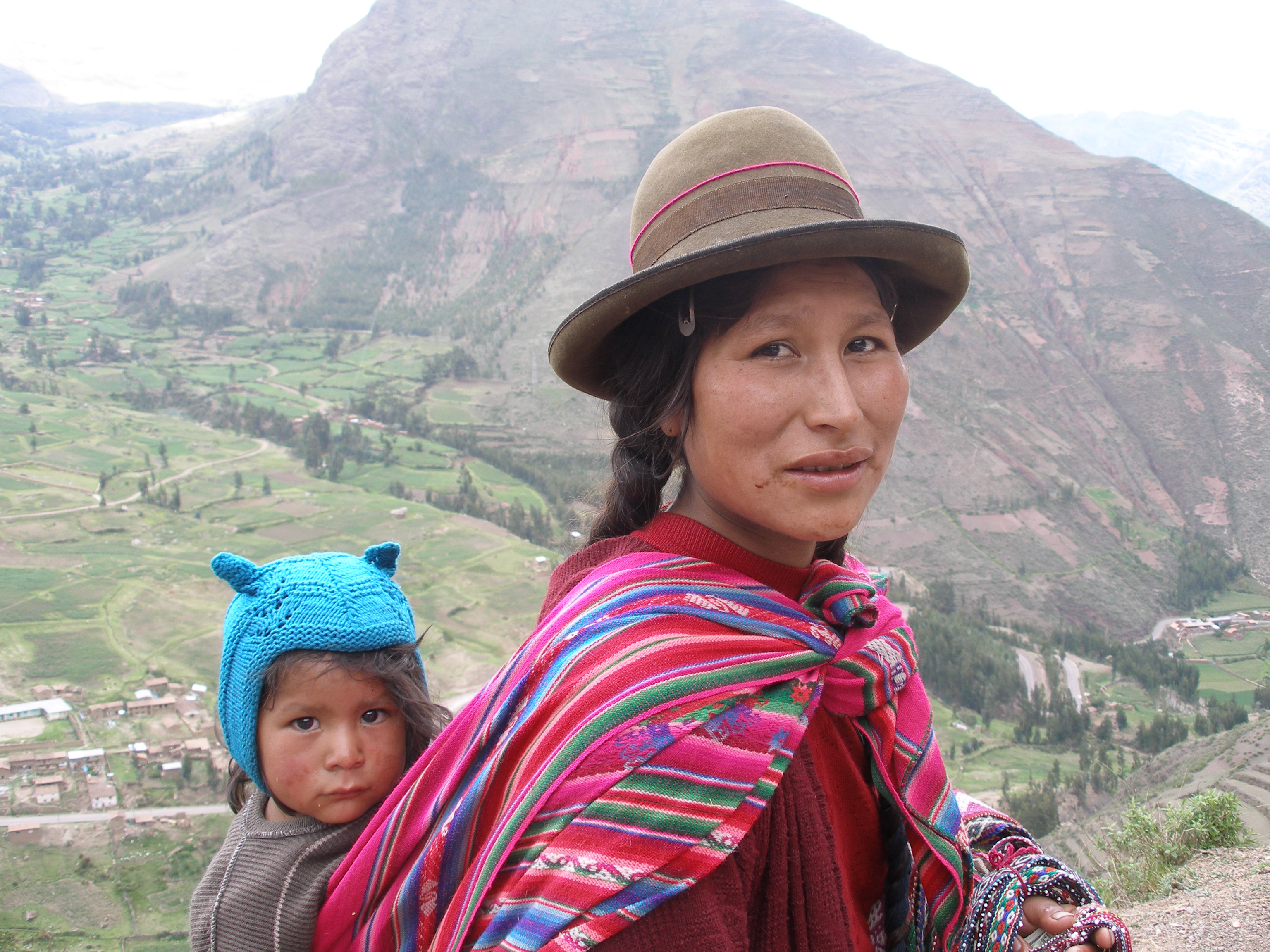
Mujer y niño quechuas en el Valle Sagrado, Andes, Perú

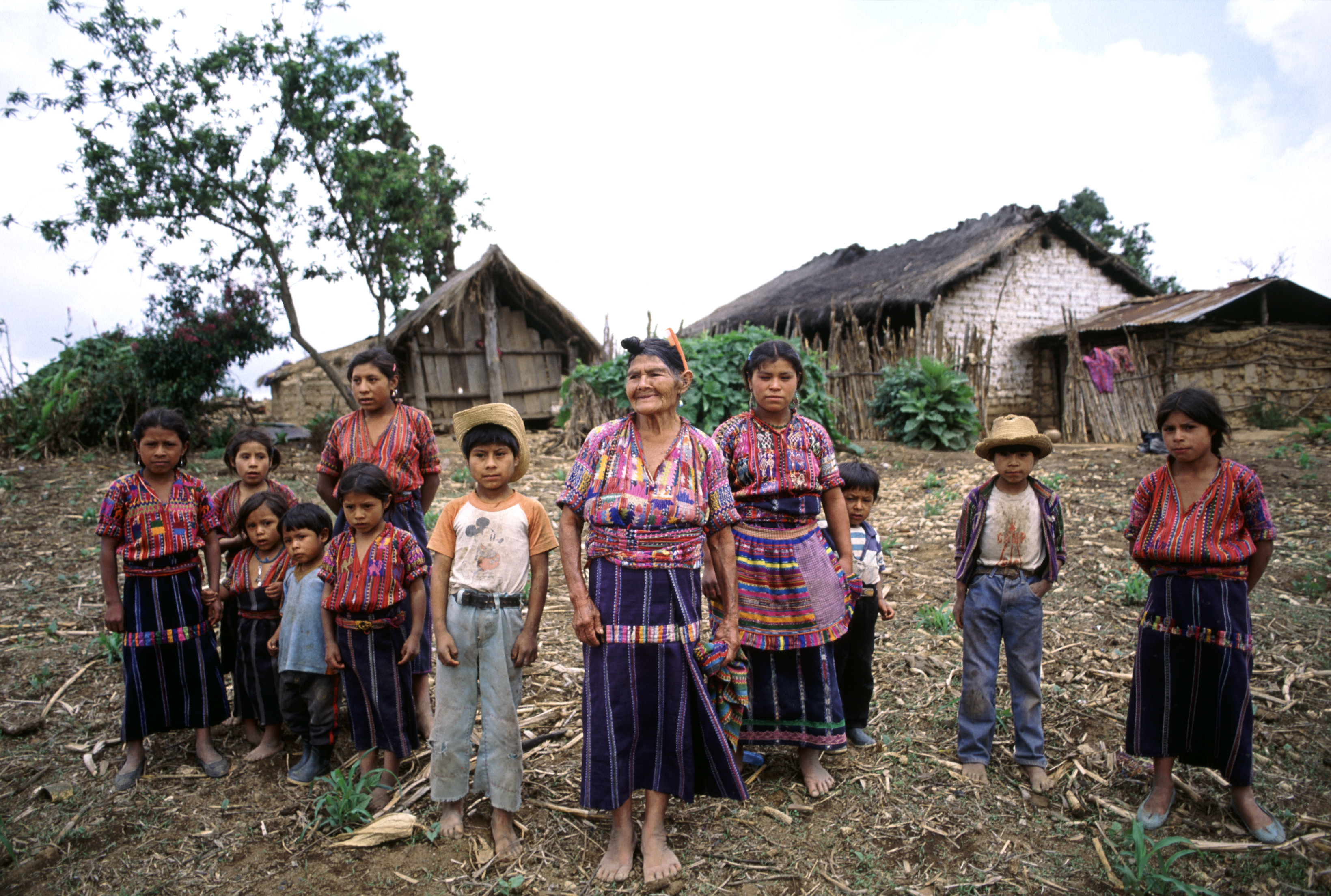
Una familia maya en el villorrio de Patzun, Guatemala, 1993

Los pueblos indígenas del continente americano son ampliamente reconocidos como aquellos grupos y sus descendientes que habitaban la región antes de la llegada de los colonizadores y colonos europeos (es decir, precolombinos). Los pueblos indígenas que mantienen, o buscan mantener, formas de vida tradicionales se encuentran desde el alto Ártico norte hasta las extremidades meridionales en el Archipiélago de Tierra del Fuego.
El impacto de la colonización europea de las Américas en las comunidades indígenas ha sido en general bastante severo, y muchas autoridades estiman que los rangos de disminución significativa de la población se deben principalmente a enfermedades, pero también a la violencia. El alcance de este impacto es objeto de un debate continuo. Varios pueblos se extinguieron poco después, o casi.
Todas las naciones de América del Norte y del Sur tienen poblaciones de pueblos indígenas dentro de sus fronteras. En algunos países (particularmente en América Latina), los pueblos indígenas constituyen un componente importante de la población nacional total; en Bolivia, se estima con un 56-70% del total de la nación, y al menos la mitad de la población de Guatemala y de las naciones andinas y amazónicas de Perú. En inglés, los pueblos indígenas son referidos colectivamente por diferentes nombres que varían según la región e incluyen etnónimos tales como Nativos Americanos, Amerindios e Indios Americanos. En los países de habla hispana o portuguesa se encuentra el uso de términos como pueblos indígenas, povos nativos, povos indígenas, y en Perú, Comunidades Nativas, particularmente entre las sociedades amazónicas como Urarina y Matsés. En Chile hay tribus indígenas como los mapuches en el centro-sur y los aymaras en el norte, también los rapanui indígenas de Isla de Pascua son una tribu polinesia.
En Brasil, el plazo indio (pronunciación en portugués: /ˈĩdʒi.u/: pronunciación en portugués: /ˈĩdʒi.u/ O ˈĩdʒju) está utilizado por la mayoría de la población, los medios de comunicación, los pueblos indígenas e incluso el gobierno (FUNAI es acrónimo para la Fundação Nacional do Índio; Fundación Nacional del Indio), a pesar de que su equivalente hispánico indio es ampliamente no considerado políticamente correcto y cayendo en desuso.

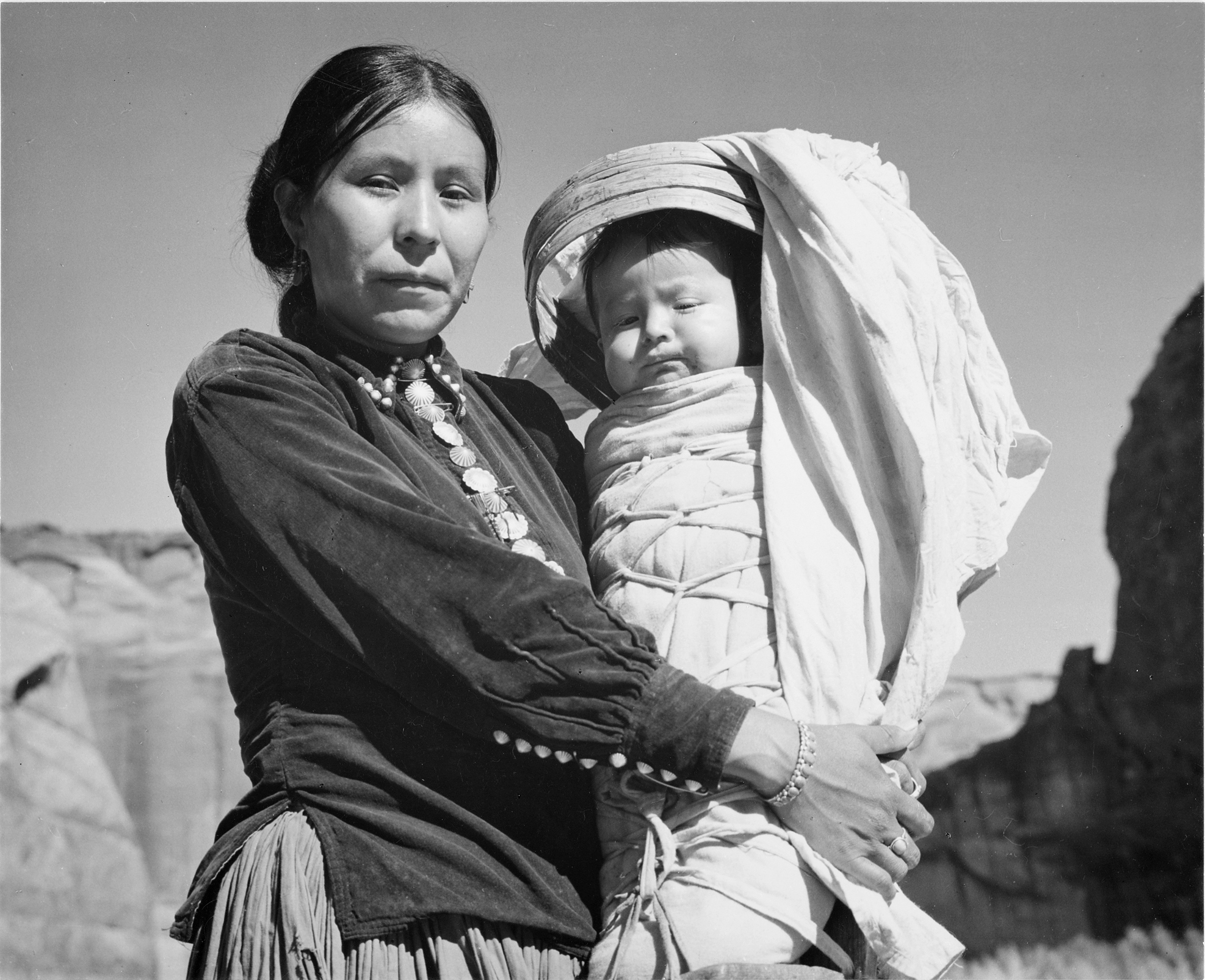
Navajo Mujer y niño, Canyon de Chelly, Arizona, EE. UU.

Los pueblos en Canadá comprenden las Primeras Naciones, inuit y Métis. Los descriptores "indio" y "esquimal" han caído en desuso en Canadá. En la actualidad hay más de 600 gobiernos o bandas reconocidas de las Primeras Naciones que abarcan 1.272.790 pueblos 2006 distribuidos por todo Canadá con culturas, idiomas, arte y música distintivos de los aborígenes.
En los Estados Unidos, las poblaciones combinadas de indígenas americanos, inuits y otros pueblos indígenas ascendían a un total de 2 786 652 (lo que constituye aproximadamente el 1,5% de las cifras del censo estadounidense de 2003). Unas 563 tribus registradas son reconocidas a nivel federal, y varias otras son reconocidas a nivel estatal.
En México, aproximadamente 6 000 000 (que constituyen alrededor del 6,7% de las cifras del censo mexicano de 2005) se identifican como indígenas. En los estados sureños de Chiapas, Yucatán y Oaxaca constituyen el 26.1%, 33.5% y 35.3%, respectivamente, de la población. En estos estados se han llevado a cabo varios conflictos y episodios de guerra civil, en los que la situación y la participación de las sociedades indígenas fueron factores notables (ver por ejemplo EZLN).
Los amerindios representan el 0,4% de toda la población brasileña, es decir, unas 700 000 personas. Los pueblos indígenas se encuentran en todo el territorio de Brasil, aunque la mayoría de ellos viven en reservas indígenas en el norte y centro-oeste del país. El 18 de enero de 2007, la FUNAI informó de que había confirmado la presencia de 67 tribus diferentes no contactadas en el Brasil, en comparación con 40 en 2005. Con esta adición, Brasil ha superado a la isla de Nueva Guinea como el país que tiene el mayor número de tribus no contactadas.

### Asia

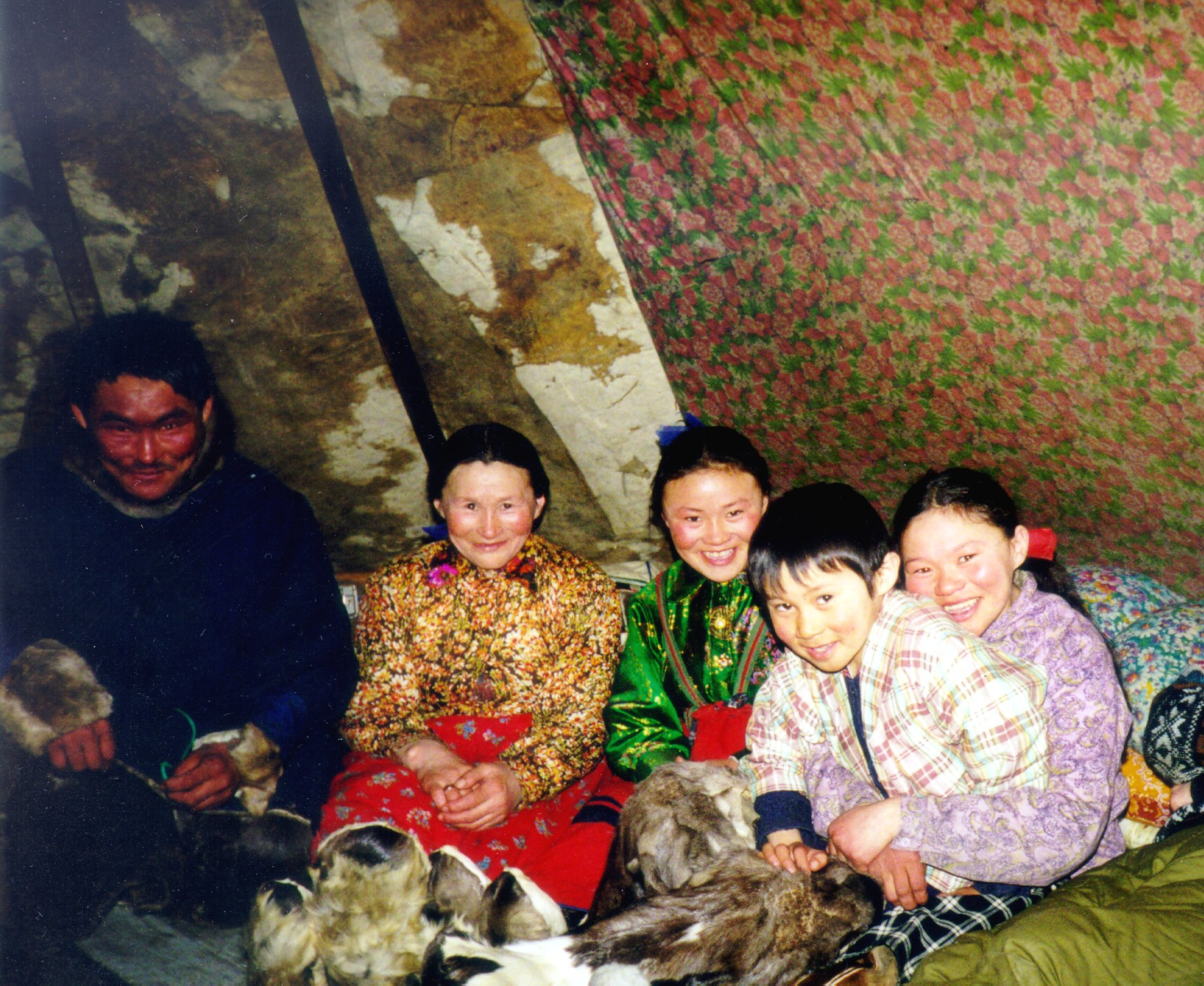
Una familia de Nenets en su tienda, Península de Yamal, Rusia

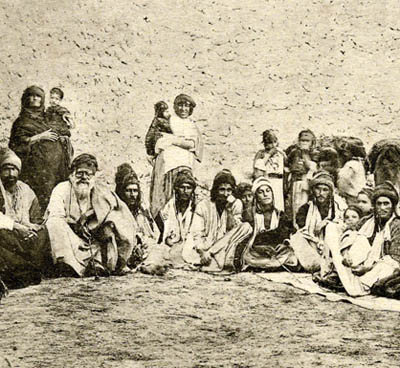
Yazidis, quiénes son indígenas al norte de Mesopotamia.

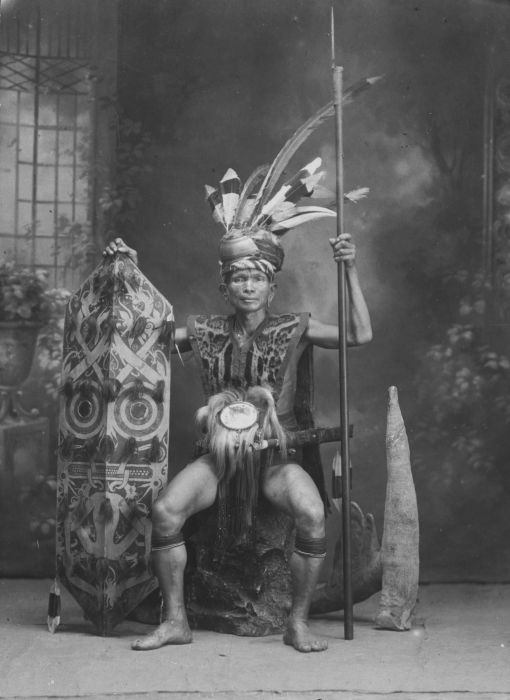
Dayak de Indonesia, en el Sudeste Asiático

Actualmente, las vastas regiones de Asia contienen la mayoría de pueblos indígenas del mundo, alrededor del 70% según las cifras del IWGIA.
Los yazidíes son indígenas de la cordillera de Sinjar, en el norte de Irak. Los yazidíes son étnicamente kurdos, pero son una minoría religiosa del pueblo kurdo. Los kurdos, en su conjunto, son uno de los pueblos indígenas de Mesopotamia (sureste de Turquía, nordeste de Siria, norte de Irak, noroeste de Irán y parte de Armenia).
Otros pueblos indígenas del norte de Irak y del Levante son los asirios. Afirman que descienden del antiguo Imperio Neoasirio y del Imperio acadio, y que vivían en lo que era Asiria, su patria original. Su patria está ocupada principalmente por la región autónoma kurda.
Los indígenas de la moderna Turquía oriental, partes de la Transcaucasia y gran parte de Azerbaiyán (Altiplano armenio) son los armenios. Tienen una historia en la región que se remonta al menos al año 2.450 a. C. con la historia de Hayk contada por Movses Khorenatsi, aunque muy parecida a la de los asirios con quienes comparten varias similitudes, incluyendo el Genocidio Armenio y el Genocidio Asirio, junto con los dos pueblos convirtiéndose en víctimas y minorías dentro de su propia tierra.[cita requerida]
Los pueblos indígenas más importantes se encuentran en la India, que reconoce constitucionalmente una serie de "tribus desfavorecidas" dentro de sus fronteras. Estos diversos pueblos (conocidos colectivamente como adivasis y pueblos tribales) suman unos 200 millones
También hay pueblos indígenas que residen en las colinas del norte, noreste y sur de la India, como los Meenas, Ladakhi, Lepcha, Bhutia (de Sikkim), Naga (de Nagaland), las comunidades indígenas asamesas, el pueblo Munda de la Meseta Chota Nagpur, Mizo (de Mizoram), Kodava (de Kodagu), Toda, Kurumba, Kota (de los Nilgiris), Irulas y otros.
Los rusos invadieron Siberia y conquistaron a los indígenas en los siglos XVII y XVIII.
El pueblo nivjis es un grupo étnico indígena de Sajalín, que tiene unos pocos hablantes de la lengua nivejí, pero su cultura pesquera ha estado en peligro debido al desarrollo del yacimiento petrolífero de Sajalín desde 1990.
El pueblo ainu es un grupo étnico indígena de Hokkaidō, de las Islas Kuriles y de gran parte de Sajalín. A medida que se expandió la colonización japonesa, los ainu fueron empujados hacia el norte y lucharon contra los japoneses en la Rebelión de Shakushain y la rebelión de Menashi-Kunashir, hasta que en el período Meiji fueron confinados por el gobierno a una pequeña área en Hokkaidō, de una manera similar a la colocación de los nativos americanos en las reservas.
Las lenguas de los aborígenes taiwaneses tienen importancia en la lingüística histórica, ya que con toda probabilidad Taiwán fue el lugar de origen de toda la familia de lenguas austronesias, que se extendió por toda Oceanía.
Los malayos singapurenses son el pueblo indígena de Singapur, que lo habitan desde la migración austronesia. Han establecido el Reino de Singapur en el siglo XIII. El nombre de Singapur proviene de la palabra malaya Singapura (Singa=León, Pura=Ciudad) que significa la Ciudad León.
Los Cham son el pueblo indígena del antiguo estado de Champa que fue conquistado por Vietnam en las guerras Cham-Vietnamitas durante Nam tiến. Los cham en Vietnam sólo son reconocidos como una minoría, y no como un pueblo indígena por el gobierno vietnamita a pesar de ser indígenas de la región. Los Degar (montañeses) son los nativos de las Tierras Altas Centrales (Vietnam) y fueron conquistados por los vietnamitas en el Nam tiến
Los Khmer Krom son los nativos del Delta del Mekong y Ciudad Ho Chi Minh, que fueron adquiridos por Vietnam al rey camboyano Chey Chettha II a cambio de una princesa vietnamita.
En Indonesia hay entre 50 y 70 millones de personas que se clasifican como pueblos indígenas. Sin embargo, el gobierno indonesio no reconoce la existencia de pueblos indígenas, clasificando a cada grupo étnico indonesio como "indígena" a pesar de las claras distinciones culturales de ciertos grupos, problema compartido por muchos otros países de la región de la ASEAN.
En Filipinas hay 135 grupos etnolingüísticos, la mayoría de los cuales son considerados pueblos indígenas por los principales grupos étnicos indígenas del país. Los indígenas de la Región Administrativa de la Cordillera y del Valle del Cagayán en Filipinas son el pueblo Igorot. Los pueblos indígenas de Mindanao son los Lumad y los Moro (Tausug, Maguindanao, Maranao, entre otros) que también viven en el Archipiélago de Joló. También hay otros grupos de pueblos indígenas en Palawan, Mindoro, Bisayas, y el resto en el centro y sur de Luzón. El país tiene uno de los grupos de pueblos indígenas más grandes del mundo.

### Europa

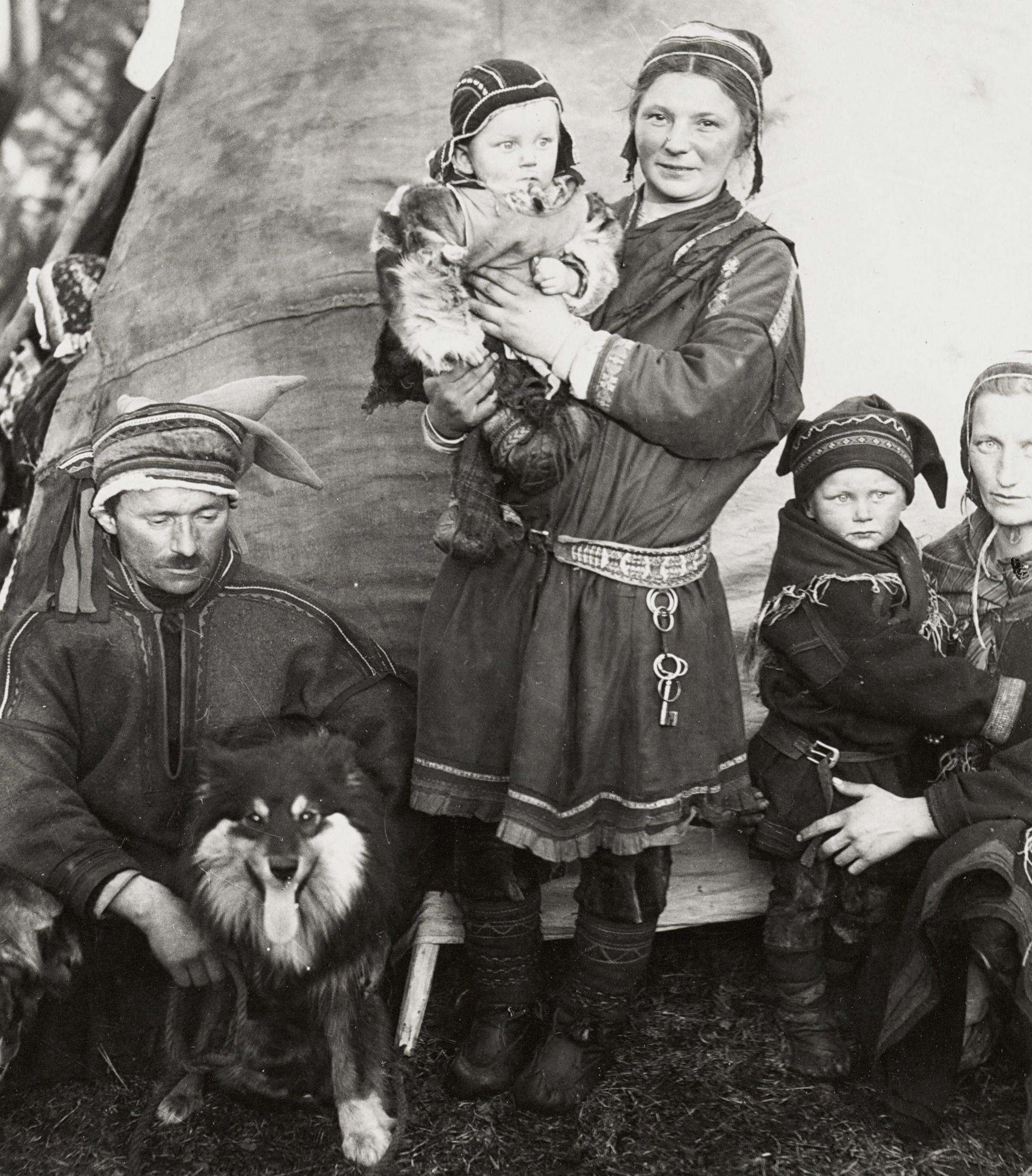
Familia Sami en Laponia finlandesa, en 1936.

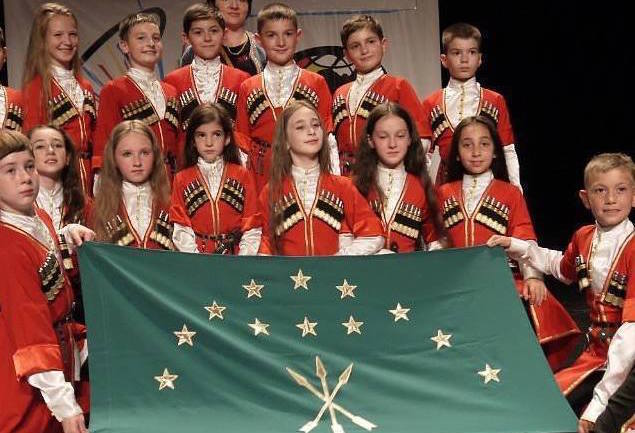
El Pueblo circasiano es una de las naciones más antiguas del Cáucaso septentrional.

En Europa, los pueblos indígenas actuales, tal como las reconoce la ONU, son relativamente pocos, principalmente confinados al norte y al lejano oriente. Sin embargo, los grupos étnicos que tradicionalmente habitan la mayoría de los países europeos, si no todos, son considerados indígenas de Europa. Esto incluye a las poblaciones mayoritarias.
Entre los pueblos indígenas minoritarios más destacados de Europa se encuentran los vascos del norte de España y el sur de Francia, los samis del norte de Escandinavia, los nenets, los samoyedos y los komi del norte de Rusia, y los circasianos del sur de Rusia y el norte del Cáucaso.

### Oceanía

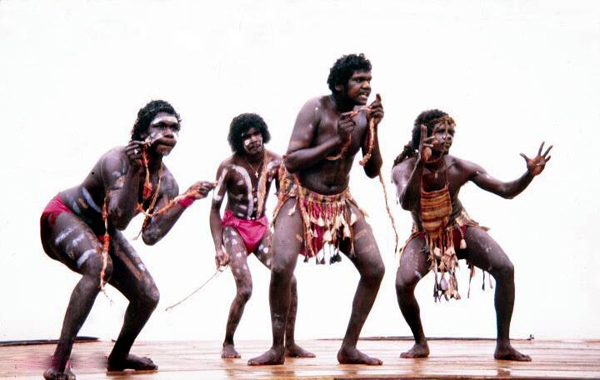
Bailarines australianos aborígenes

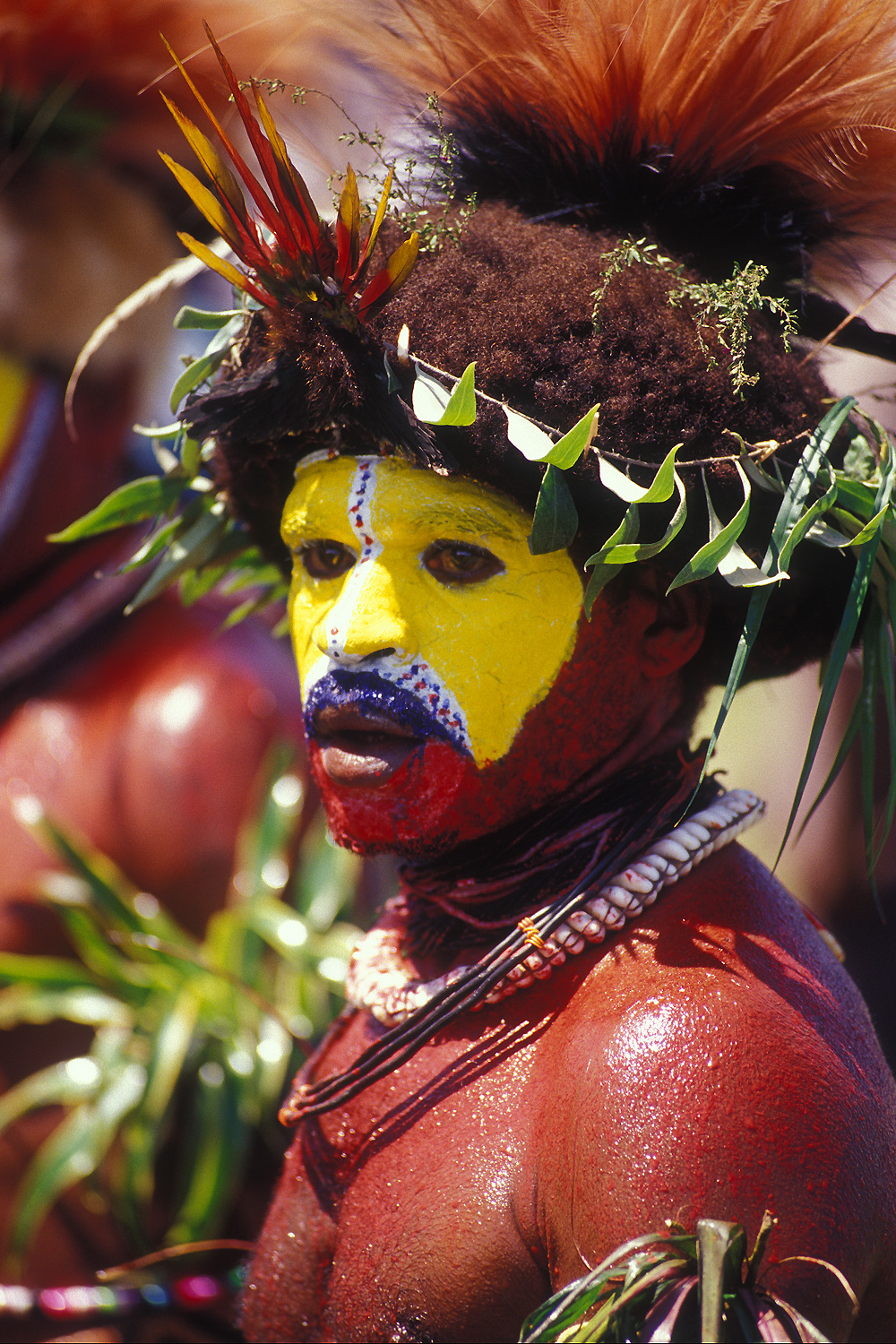
Hombre Huli de las Tierras Altas del Sur, Nueva Guinea, dicho país tiene más de 1.000 lenguas indígenas.

En Australia, los pueblos indígenas son los aborígenes australianos, dentro de los cuales hay muchas naciones y tribus diferentes, y los isleños del Estrecho de Torres.
Muchas de las actuales naciones insulares del Pacífico en la región de Oceanía fueron pobladas originalmente por pueblos polinesios, melanesios y micronesios a lo largo de miles de años. La expansión colonial europea en el Pacífico llevó a muchos de ellos bajo administración no indígena. Durante el siglo XX, varias de estas antiguas colonias obtuvieron la independencia y se formaron estados-nación bajo control local. Sin embargo, varios pueblos han presentado solicitudes de reconocimiento indígena en los casos en que sus islas todavía están bajo administración externa; ejemplos de ello son los chamorros de Guam y las Marianas del Norte, y los marshaleses de las Islas Marshall.
Los restos de al menos 25 seres humanos en miniatura, que vivieron hace entre 1.000 y 3.000 años, fueron encontrados hace algunos años en las islas de Palaos en Micronesia.
En la mayor parte de Oceanía, los pueblos indígenas superan en número a los descendientes de los colonos. Las excepciones incluyen Nueva Zelanda y Hawái. Según el censo de 2013, los Māori representan el 14,9% de la población de Nueva Zelanda. Los Māori son autóctonos de la Polinesia y se establecieron en Nueva Zelanda hace relativamente poco tiempo, y se cree que las migraciones se produjeron en el siglo XIII d. C. Las tribus no eran un solo pueblo, por lo que la agrupación más reciente en acuerdos tribales (iwi) se ha convertido en un acuerdo más formal en los últimos tiempos. Muchos líderes tribales firmaron un tratado con los británicos, el Tratado de Waitangi, que formó la moderna entidad geopolítica que es Nueva Zelanda.
El estado independiente de Papúa Nueva Guinea (PNG) tiene una población mayoritaria de sociedades indígenas, con más de 700 grupos tribales diferentes reconocidos de una población total de 8 millones. La Constitución de Papúa Nueva Guinea y otras leyes identifican las prácticas tradicionales o basadas en la costumbre y la tenencia de la tierra, y se proponen explícitamente promover la viabilidad de estas sociedades tradicionales dentro del Estado moderno. Sin embargo, los conflictos y disputas sobre el uso de la tierra y los derechos sobre los recursos continúan entre los grupos indígenas, el gobierno y las entidades corporativas.